# 養洞駅
養洞駅（ヤンドンえき、朝鮮語: 양동역）は、朝鮮民主主義人民共和国の黄海北道銀波郡の駅で、殷栗線に属する。 

## 隣の駅
殷栗線
銀波駅 - 養洞駅 - 金山駅